# كاريا (ليفكادا)
كاريا (Καρυά) هي مدينة في ليفكادا في مقاطعة كينتريكي إلادا في اليونان.
يبلغ عدد سكانها حوالي 959 نسمة.